# Atik Sinan
Pour les articles homonymes, voir Sinan (homonymie).
Sinan-i Atik ou Atik Sinan, ou encore Âzadlı Sinan, (mort en 1471), architecte ottoman d'origine byzantine (grecque-orthodoxe) du XVe siècle, au service de Mehmet II Fatih (Mehmet II le Conquérant).

## Biographie
On connaît peu la vie d'Atik Sinan, que l'on appelle encore Sinan l'Ancien pour le distinguer de Mimar Koca Sinan, le célèbre architecte classique de Soliman le Magnifique, au siècle suivant.
Deux ans à peine après la conquête de Constantinople par les Ottomans, l'architecte byzantin Atik Sinan est chargé, en 1453 par le conquérant de l'ancienne capitale byzantine, de construire dans le ville, devenue la capitale de l'Empire ottoman, une mosquée à sa gloire ; ce sera la  mosquée de Mosquée Fatih (Sultan Fatih Mehmet Camii). Les travaux ne commenceront que dix ans plus tard et dureront sept ans, de 1463 et 1470.
Cette mosquée fut la première mosquée « selatin » (pluriel de « sultan ») de Constantinople - on appelle ainsi les mosquées à plusieurs minarets uniquement construites par les sultans ou leurs familles - et la seconde construite dans la ville après la conquête (la première ayant été celle d'Mosquée Eyüp Sultan (Eyüp Sultan Camii), dont le sultan Mehmet II ordonna la construction, au lendemain de la prise de la ville, pour abriter les restes d'un compagnon du Prophète, mort sous les remparts de Constantinople en 670).
Elle a été édifiée, sur la quatrième colline du vieux Constantinople, à l'emplacement des ruines de l'Église des Apôtres (Hagion Apostolon), dans laquelle étaient enterrés les empereurs byzantins. Les travaux de terrassement réalisés pour la construction de la mosquée mirent au jour les tombes des empereurs, qui furent transférées dans les cours du palais de Topkapi, dont la construction s’est achevée en 1473, et se trouvent maintenant dans le Musée archéologique.
Comme Mehmet II souhaitait faire de sa nouvelle capitale un centre d'éducation qui devait rayonner dans tout l'empire, un complexe étendu de bâtiments - le külliye - fut construit autour de la mosquée. Ce complexe fut le premier construit par les Turcs à cette échelle dans la ville après la conquête. Parmi les édifices annexes, on trouvait une école coranique (mekteb), seize écoles théologiques (medrese) rangées en quatre rangs de quatre, deux au nord-est et deux au sud-est de la zone de la mosquée, qui furent les premières institutions ottomanes d'éducation de Constantinople, une bibliothèque, un hôpital (darüşşifa), un hospice, un caravansérail, des soupes populaires (imaret) et des bains (hamam). De cet ensemble considérable, seuls quelques restes ont survécu jusqu'à aujourd'hui. Architecturalement, un tel groupe de bâtiments de ce type devait être bien pensé pour s'intégrer harmonieusement dans l'environnement urbain. On peut dire qu'Atik Sinan y était parvenu avec succès, mais cela n'était pas suffisant pour satisfaire l'orgueil du sultan.
La réalisation de cette mosquée et son complexe ne porta, en effet, pas bonheur à son architecte, puisque celui-ci fut, dans un premier temps, amputé des deux mains, lorsque le sultan s’aperçût que le dôme de sa mosquée n’atteignait pas la grandeur de celui de Sainte-Sophie, puis exécuté l'année suivante.
Un voyageur français, visitant Constantinople aux environs de 1540, Nicolas de Nicolay, évoque l'apparence splendide de la mosquée de Mehmet II, qu'il ne nous est plus possible d'apprécier. Le complexe dut être restauré une première fois par Bayezid II après le tremblement de terre de 1509. Il a ensuite été sévèrement endommagé lors d'un nouveau tremblement de terre en 1766, qui provoqua l'effondrement de la mosquée elle-même et de quelques bâtiments annexes. L'œuvre originale de l'architecte byzantin a ainsi en grande partie disparu. Le plan de cette première mosquée n'est pas absolument certain, même si l'on peut avoir une idée de ce qu'elle a pu être à partir de quelques sources, en particulier des illustrations de l'époque, qui nous sont parvenues. Il semblerait qu'elle ait été couverte d'un vaste dôme central, avec un demi-dôme au-dessus du mur devant lequel se trouvait le mihrab et trois petites coupoles sur les murs de soutènement. Les deux minarets, chacun relié à une galerie, ont été préservés lors de la restauration.
L'édifice que l'on peut voir aujourd'hui et qui porte le nom du Conquérant n'a donc plus grand chose à voir avec celui qui avait provoqué la colère du sultan. Il a été reconstruit de 1766 à 1771 à la demande du sultan Mustafa III (1757-1774), par l'architecte Mehmed Tahir Ağa. Celui-ci n'a pas procédé à une restitution à l'identique, mais a réinterprété l'architecture dans un style baroque ottoman, très en vogue au XVIIIe siècle, tout en conservant les mêmes proportions. Le nouvel édifice semble avoir perdu beaucoup de l'originalité et de l'élégance architecturale de l'ancien, celui d' Atik Sinan, dont seuls ont été préservés le mihrab, la cour intérieure avec sa porte principale, ses anciennes colonnes supportant les arcades et sa mosaïque de tuiles ornant le tympan des fenêtres sur la façade de la porte principale, et les deux minarets.
En 1463, en même temps qu'il entreprenait la construction de la mosquée du sultan, Atik Sinan reçoit de Mahmud Pacha Angelović, le Grand vizir de Mehmet II, l'ordre de construire pour lui une mosquée et un complexe comprenant aussi un grand hammam (Mahmut Paşa Hamami), une école et un mausolée. La Mosquée de Mahmut Pacha (Mahmut Paşa Camii) a disparu, mais le hammam subsiste de nos jours, transformé en magasin de vêtements.
La première salle du hammam ottoman se présentait avec un immense vestiaire à coupole dont la hauteur était parfaitement inutile mais symbolisait la puissance du grand vizir. La salle de repos et le bain restaient de proportions tout à fait normales. Théophile Gautier, dans son livre « Constantinople » nous donne une bonne description de ce hammam, où il s’est baigné. Tous les détails de l’architecture y sont mentionnés, mais il ne dit rien sur l’atmosphère pesante et toujours équivoque des bains turcs.